# 赫氏駝背脂鯉
赫氏駝背脂鯉（学名：Cyphocharax helleri），為輻鰭魚綱脂鯉目脂鯉亞目無齒脂鯉科的其中一個種，分布於南美洲委內瑞拉Cuyuni河、巴西Cupixi河及蓋亞那、蘇利南、法屬圭亞那沿岸淡水流域，體長可達9.6公分，棲息在沙泥底質水域，生活習性不明。